# Turkmålla
Turkmålla (Chenopodium sosnowskyi) är en amarantväxtart som beskrevs av Kapeller. Turkmålla ingår i släktet ogräsmållor, och familjen amarantväxter. Arten förekommer tillfälligt i Sverige, men reproducerar sig inte.